# Yuki Fukushima
Yuki Fukushima (en japonés: 福島由紀, Fukushima Yuki, Yatsushiro, 6 de mayo de 1993) es una deportista japonesa que compite en bádminton, en la modalidad de dobles.
Ganó tres medallas de plata en el Campeonato Mundial de Bádminton entre los años 2017 y 2019. En los Juegos Asiáticos consiguió cuatro medallas, oro y bronce en 2018 y dos de bronce en 2022.
Participó en los Juegos Olímpicos de Tokio 2020, ocupando el quinto lugar en la prueba de dobles.

## Palmarés internacional
| Campeonato Mundial | Campeonato Mundial    | Campeonato Mundial | Campeonato Mundial |
| Año                | Lugar                 | Medalla            | Prueba             |
| ------------------ | --------------------- | ------------------ | ------------------ |
| 2017               | Glasgow (Reino Unido) | Medalla de plata   | Dobles             |
| 2018               | Nankín (China)        | Medalla de plata   | Dobles             |
| 2019               | Basilea (Suiza)       | Medalla de plata   | Dobles             |
| Juegos Asiáticos   |                       |                    |                    |
| Año                | Lugar                 | Medalla            | Prueba             |
| 2018               | Yakarta (Indonesia)   | Medalla de oro     | Equipo             |
| 2018               | Yakarta (Indonesia)   | Medalla de bronce  | Dobles             |
| 2022               | Hangzhou (China)      | Medalla de bronce  | Dobles             |
| 2022               | Hangzhou (China)      | Medalla de bronce  | Equipo             |